# Sulzdorf an der Lederhecke
Sulzdorf an der Lederhecke là một đô thị ở huyện Rhön-Grabfeld bang Bayern thuộc nước Đức.